# 伊戈尔·卢克希奇
伊戈尔·卢克希奇（發音：[îɡor lûkʃit͡ɕ]；1976年6月14日—)，前任黑山总理，前任黑山外交部長。

## 生平
卢克希奇出生于南斯拉夫巴尔市，在家乡，他完成了小学和高中的学业。他于1998年6月10日在波德戈里察黑山大学经济学院毕业。1999年，他进入维也纳外交学院学习。2000年，他完成了在黑山大学的研究生课程。2005年获得博士学位。
2010年12月22日，米洛·久卡诺维奇宣布辞去黑山总理职务，由卢克希奇接任。2012年辭職，由久卡诺维奇接任，轉任外交部長。除了会说母语黑山语，他还精通英语、法语和意大利语。

## 个人生活
他已婚，妻子是Natasha，他们有两个女儿，Sofi和Daria，还有一个儿子Aleksej。